# 仙台市立東六郷小学校
仙台市立東六郷小学校（せんだいしりつ ひがしろくごうしょうがっこう）は、宮城県仙台市若林区にあった公立小学校である。

## 概要
仙台市の南東部に位置する田園地帯にある小学校である。西に仙台東部道路、東に貞山堀、井戸浦がある。

## 沿革
- 1873年（明治6年）6月4日 - 第3中学区第37小学区種次小学校として東禅院で開校。
- 1886年（明治19年）- 種次尋常小学校と改称。
- 1901年（明治34年）- 種次尋常小学校と飯田尋常小学校を合併し六郷尋常高等小学校となる。六郷尋常高等小学校種次分教場と改称。
- 1941年（昭和16年）- 六郷国民学校種次分教場に改称。
- 1947年（昭和22年）- 仙台市立六郷小学校種次分教場に改称。
- 1957年（昭和32年）- 仙台市立東六郷小学校として独立・改称。
- 1958年（昭和33年）- 校章・校旗・校歌制定。
- 1973年（昭和48年）- 校章を新たに制定。
- 2011年（平成23年）
  - 3月11日 - 東日本大震災により津波の被害にあう。児童・教職員は全員無事だったが校舎が使えなくなる。
  - 4月 - 仙台市立六郷中学校に併設・間借りする形で学校再開。[1]
- 2017年（平成29年）4月1日 - 仙台市立六郷小学校へ統合。

## 学区
- 井戸、種次、藤塚、二木の大部分

## 進学先中学校
- 仙台市立六郷中学校

## 周辺
- 東禅院